# ميجان ريفرز
ميجان ريفرز (بالإنجليزية: Megan Rivers) هي لاعب هوكي الحقل أسترالية، ولدت في 10 أكتوبر 1980.

## وصلات خارجية
- ميجان ريفرز على موقع الاتحاد الدولي للهوكي (الإنجليزية)
- ميجان ريفرز على موقع اللجنة الأولمبية الدولية (الإنجليزية)
- ميجان ريفرز على موقع أوليمبيديا (الإنجليزية)
- ميجان ريفرز على موقع اللجنة الأولمبية الأسترالية (الإنجليزية)
- ميجان ريفرز على موقع اتحاد ألعاب الكومنولث (مؤرشف) (الإنجليزية)